# Flannery (nome)
Flannery  è un nome proprio di persona inglese maschile e femminile.

## Origine e diffusione
Il nome riprende l'omonimo cognome irlandese, derivato dal termine Ó Flannghaile, che significa "discendente di Flannghal". Il significato di Flannghal è "nobile", "magnanimo", "generoso", "felice" o "fortunato", ecc. 
Si tratta di un prenome piuttosto raro.

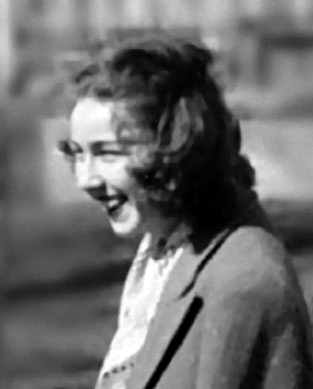
Flannery O'Connor

## Onomastico
Il nome è adespota e quindi l'onomastico viene festeggiato il 1º novembre, giorno dedicato alla festa di Ognissanti.

## Persone

### Femminile
- Flannery O'Connor, scrittrice statunitense